# Pay-TV
Pay-TV (von englisch Pay television) oder kurz PTV, auch Bezahlfernsehen genannt, bezeichnet private Fernsehsender, für deren Empfang mit dem Programmanbieter ein kostenpflichtiger Vertrag abgeschlossen werden muss, unabhängig vom in Deutschland vorgeschriebenen Rundfunkbeitrag. Eine genaue Abgrenzung des Begriffes Pay-TV ist nicht möglich, da die Entgelte für Programminhalte und Infrastruktur wie Kabelfernsehen oder Breitband-Internetzugang nicht immer zu trennen sind.
In der ursprünglichen Form werden die Sendungen grundverschlüsselt ausgestrahlt und mit einem speziellen Decoder und einer Dekoderkarte entschlüsselt. Heute werden mit wenigen Ausnahmen Digitaldekoder und Zugangsberechtigungssystem (Conditional Access System; CAS) verwendet. Die Verbreitung von Internetzugang ermöglicht zahlreiche weitere Geschäftsmodelle, siehe Angebotsmodelle.

## Geschichte
Von 1960 bis 1965 bot Telemeter in Etobicoke, einem Stadtteil von Toronto, Bezahlfernsehen per Koaxialkabel an, nachdem 1953/54 ein Probebetrieb in Palm Springs gelaufen war.
Im Mai 1982 startete Teleclub einen Versuchsbetrieb im Zürcher Kabelnetz und wurde in der Schweiz 1984 offiziell gestartet. 1985 hatte Teleclub in der Schweiz 40 000 Abonnenten.
In der Bundesrepublik Deutschland wurde 1986 erstmals in Hannover lokal begrenzt Pay-TV ausgestrahlt. Ende 1987 hatte das Programm von Teleclub dort rund 700 Abonnenten.
In den USA hatten Ende 1987 rund 30 Prozent aller Haushalte ein Pay-TV-Abonnement.
Mitte 1988 war Canal+ in Frankreich mit rund zwei Millionen Abonnenten der größte Pay-TV-Anbieter und finanzierte sich überwiegend aus den Abonnentengebühren.

## Angebotsmodelle
Verschiedene Angebotsmodelle weisen Mischformen auf:
- Selektionsmodell: Abonnement einzelner ausgewählter Programme, z. B. für Spartenprogramme.
- Programmbouquet: Abonnement aus mehreren, meist zu einem Paket geschnürten Programmen wie z. B. mehrere Sportprogramme, Kinderprogramme, Film- oder Serienpakete, Fremdsprachenangebote, Wissensprogramme usw.
- Grundverschlüsselte Angebote mit einmaliger Freischaltgebühr: ohne Conditional Access System und entsprechende Dekoderkarte nicht empfangbar – auch wenn vom Kabelnetz- oder Satellitenbetreiber als Free TV beworben
- PPV: Beim Pay-per-View ist eine ausgewählte Sendung wie z. B. eine Sportübertragung, ein Konzert oder ein Film einzeln zu abonnieren und abzurechnen. Zu einem definierten Sendetermin wird dann die Sendung für den Kunden „freigeschaltet“, d. h. dekodiert. Das erfolgt über die Dekoderkarte (Smartcard) mit einer eindeutigen Identifikationsnummer der Karte bzw. des Dekoders (Pin).
- VoD: Video-on-Demand ist mit dem Pay-per-View-Verfahren verwandt. Auch hier wird eine gewählte Sendung auf Wunsch des Kunden „freigeschaltet“ und einzeln abgerechnet. Im Unterschied zum PPV bestimmt man den Sendezeitpunkt selbst. Dieses Verfahren setzen vor allem Internet-Dienstanbieter (Provider) ein. Es funktioniert nur mit Breitbandanbindung über DSL, Kabelmodem, Internet via Satellit o. ä.
- nVoD: Near-Video-on-Demand ist mit VoD nahezu identisch: allerdings bei lediglich grob bestimmtem Sendezeitpunkt. In der Regel läuft dabei eine Sendung zyklisch bzw. zeitversetzt – d. h. z. B., dass der Starttermin sich alle 15 Minuten wiederholt – und der Kunde wählt eine entsprechende Anfangszeit aus.
- HD+: Durch die Technik des HD+ sind weitere Angebotsmodelle möglich, beispielsweise die freie Ausstrahlung von Sendern in herkömmlicher Qualität und die kostenpflichtige in HD/UHD, wie sie derzeit von verschiedenen deutschen Privatsendern praktiziert wird. Die Betreiber bezeichnen das Entgelt dabei als „Service-Pauschale“[4] (siehe Grundverschlüsselung). HD+ enthält zusätzlich eine Digitale Rechteverwaltung, die das Aufnehmen von Sendungen, zeitversetztes Abspielen, Vor- und Rückspulen unterbinden oder einschränken kann. Auch können Aufnahmen mit einem Verfallsdatum versehen werden.

## Bekannte Angebote
Bekannte Bezahlfernsehangebote im deutschsprachigen Raum sind Sky (ehemals Premiere),  MagentaTV, Giga TV von Vodafone, HD+, freenet TV, Kabelkiosk (in unabhängigen Kabelnetzen).
In Großbritannien und Irland ist British Sky Broadcasting (BSkyB) vertreten.
In Frankreich, Polen, Österreich und Schweiz ist Canal+ etabliert.
Die bekanntesten Anbieter in den USA sind DISH Network und DirecTV.
In weiten Teilen Afrikas, vor allem auch in Südafrika sind die Angebote von Multichoice, d. h. DStv sehr weit verbreitet. Es können unter anderem auch deutsche Sender empfangen werden.
Angebote in Europa
| Land                   | Angebot                                                                                                  |
| ---------------------- | --- |
| Albanien               | Digitalb, Tring Digital                                                                                  |
| Belgien                | Telenet Digital TV, Proximus TV, Numericable Digital TV, VOO, Scarlet Digital TV, TV Vlaanderen, TéléSAT |
| Deutschland            | Sky Deutschland, HD+, Freenet TV, MagentaTV, Vodafone                                                    |
| Frankreich             | Canalsat, Canal+, Numericable Digital TV                                                                 |
| Griechenland           | Nova |
| Irland                 | Sky, UPC                                                                                                 |
| Italien                | Sky Italia, Mediaset Premium                                                                             |
| Kroatien               | MaxTV, Vipnet B.Net, evo TV, Digi TV, HBO Hrvatska                                                       |
| Niederlande            | Film1, Ziggo Sport, Digitenne, HBO, FOX Sports                                                           |
| Österreich             | Sky Österreich, Canal+, simpli TV                                                                        |
| Polen                  | Canal+, nc+, Cyfrowy Polsat, HBO, Cinemax                                                                |
| Portugal               | MEO, NOS, NOWO, Vodafone                                                                                 |
| Russland               | NTW Plus                                                                                                 |
| Serbien                | TotalTV, SBB, Digi TV, Open IPTV                                                                         |
| Slowakei               | UPC, Digi TV, SkyLink                                                                                    |
| Spanien                | Movistar Plus+                                                                                           |
| Schweden               | C More Entertainment, Viasat Sport                                                                       |
| Schweiz                | blue TV, Canal+ Suisse                                                                                   |
| Tschechien             | Skylink, CS Link, Freesat                                                                                |
| Türkei                 | Digiturk, D-Smart, Teledünya                                                                             |
| Vereinigtes Königreich | Sky, Virgin Media                                                                                        |

## Zugangstechnik
- Digital Video Broadcasting (DVB/T-S)
- Zugangsberechtigungssystem (Conditional Access System)
- Common Interface (CI)
- Conditional-Access-Module (CAM)
- Common-Scrambling-Algorithmus (CSA)
- Chipkarte
- Illegal: Cardsharing

## Antonym
- Free-TV